# Pochvalov
Pochvalov (in de volksmond ook wel Pochválov - Duits: Lobenau) is een Tsjechische gemeente in de regio Midden-Bohemen en maakt deel uit van het district Rakovník. Het dorp ligt onder de noordoostelijke heuvels van Džbán, ongeveer 15 km ten noordoosten van de stad Rakovník en 14 km ten zuiden van Louny.
Pochvalov telt 258 inwoners.

## Etymologie
De naam van het dorp is afgeleid van de persoonsnaam Pochvalův dvůr. In historische bronnen wordt het dorp vermeld als Pochwalow (1346 en 1407), Pochvalov (1420), Pochwalow (1547), Pochwalowczy (1566) en Pochwalow (1787 en 1845).

## Geschiedenis
Volgens de oudst bekende bronnen is Pochvalov gesticht door de kruisvaarders met de rode ster, afkomstig uit Chlum Svaté Maří. De eerste schriftelijke vermelding van het dorp onder de huidige naam is te vinden in een document van 13 juli 1346, waarin de kruisvaarders het dorp Pochvalov (ook wel Pochwalow) verpachtten aan ene Bušek van Rochov. In 1420 werd Pochvalov verpacht aan de familie Vinařice en in 1456 aan de heren van Žerotín. Op een onbekende datum werd het dorp bij de stad Louny gevoegd, een situatie die tot 1547 standhield. Vervolgens werd het dorp verpacht aan de heren van Klinštejn en vanaf 1574 werd het achtereenvolgens aan de eigenaren van de dorpen van Peruc, Cítoliby (1585), Žerotín (1587) en Smilovice (1637).
Tussen 1939 en 1950 was er in de buurt van het dorp een kolenmijn genaamd Jiřina.
Sinds 2003 is het dorp een eigen gemeente binnen het district Rakovník.

## Bezienswaardigheden

Sint-Procopiuskapel

- Sint-Procopiuskapel

## Verkeer en vervoer

### Spoorlijnen
Er is geen station (in de buurt van) Pochvalov.

### Buslijnen
Er halteren doordeweeks twee buslijnen in het dorp:
- 585 Rakovník - Vinařice (4 keer per dag)
- 600 Kladno - Nové Strašecí - Řevničov - Vinařice (10 keer per dag)

In het weekend rijdt er geen bus door het dorp.